# Johann Adolf Lasinsky
Johann Adolf Lasinsky (* 16. Oktober 1808 in Simmern/Hunsrück; † 6. September 1871 in Düsseldorf) war ein deutscher Maler und Zeichner der Düsseldorfer Schule, bekannt durch seine romantischen Rheinansichten. Er war der ältere Bruder des Malers August Gustav Lasinsky.

## Leben

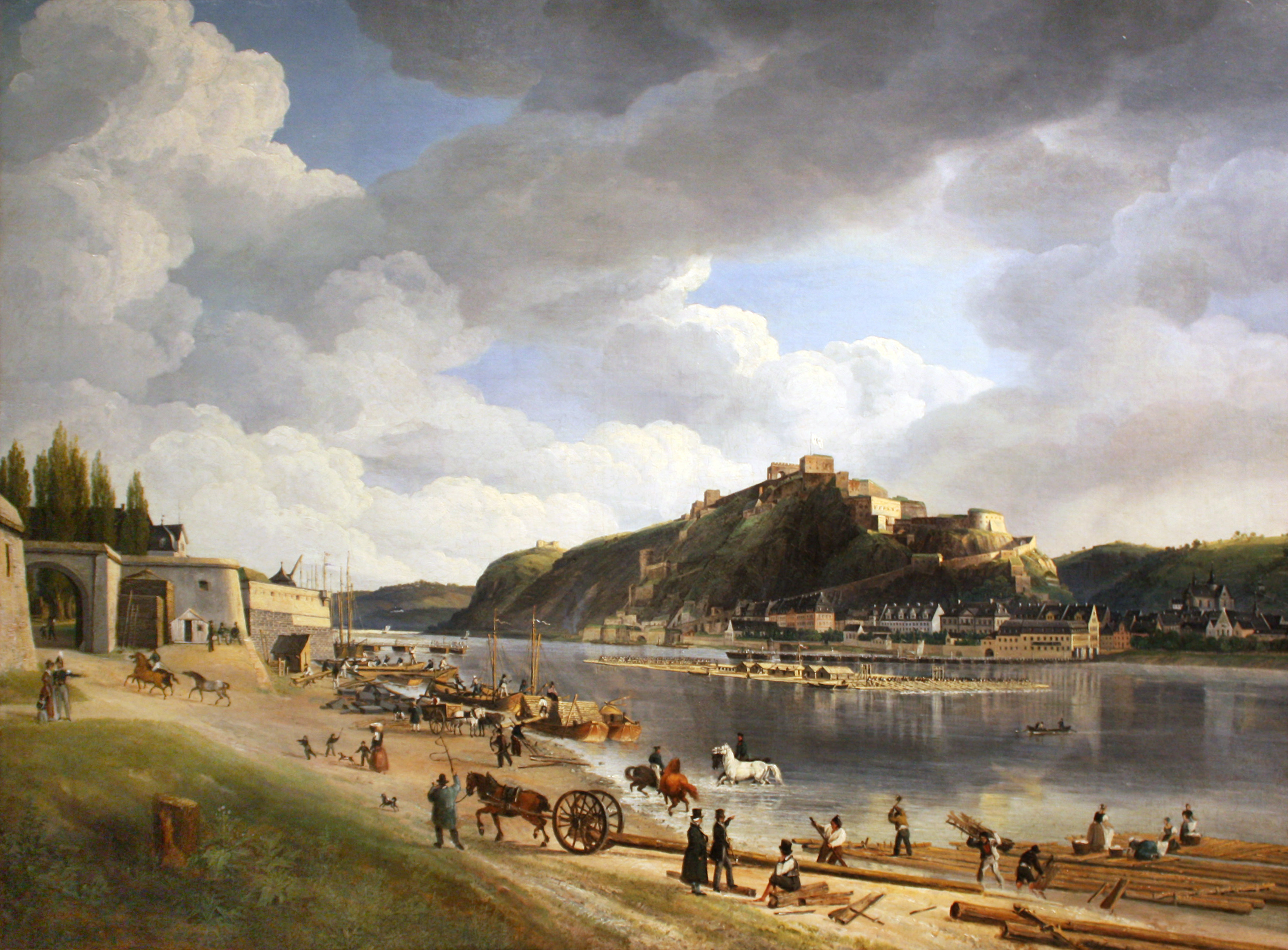
Johann Adolf Lasinsky, Koblenz-Ehrenbreitstein, 1828

Lasinsky entstammt väterlicherseits dem alten polnischen Geschlecht der Leszczyński, sein Vater, ein Großneffe Wacław Leszczyńskis, war Kassenrendant am Hof Stanislaus II. August Poniatowski in Warschau und kam nach dessen Abdankung nach dem Kościuszko-Aufstand, der Dritten Teilung Polens 1794, dem Scheitern der Reformbewegung und der zunehmenden Hegemonie Russlands im Jahre 1795 nach Preußen, wo er seinen Namen in Lasinsky änderte und die rheinische Dichterin Anna Maria Lasinsky, Großnichte des Vizekanzlers des Herzogtums Jülich-Berg, Georg Joseph Freiherr von Knapp ehelichte. Beide Elternteile standen spätestens ab 1830 der demokratischen Bewegung des Vormärz nahe und verzichteten auf ihre adligen Ansprüche und Titel.
Lasinsky besuchte bis zum 17. Lebensjahr das Königlich Preußische Gymnasium zu Koblenz, widmete sich dann der Architektur, seit 1827 aber, seiner Neigung und Begabung folgend, der Malerei, die er auf der Königlich-Preußischen Akademie zu Düsseldorf studierte. In den Jahren 1829 bis 1837 war Lasinksy dort Schüler in der Landschafterklasse von Johann Wilhelm Schirmer. Mit den Künstlern Caspar Scheuren, Arnold Schulten, August Becker und anderen gehört Lasinsky zu den Düsseldorfer Landschaftsmalern, die nach der Linie Schirmers arbeiteten. Eng befreundet war Lasinsky mit dem gleichaltrigen Maler Carl Friedrich Lessing, der ihn malerisch ebenfalls stark beeinflusste.
Infolge seines überregionalen Erfolges erhielt Lasinsky eine Einladung, nach Berlin überzusiedeln. Doch lehnte er diese ebenso wie spätere, wiederholte ehrenvolle Berufungen nach St. Petersburg ab und kehrte 1837 nach seiner Verheiratung nach Koblenz zurück, wo er mehrere große Bilder im Auftrag des Großfürst-Thronfolgers von Russland und späteren Kaisers Alexander II. ausführte, von denen er den „Engpass mit Zigeunern bei Abendbeleuchtung“ für verschiedene Höfe und Galerien des In- und Auslandes wiederholen musste. Später zog er nach Köln, wo er u. a. das Panorama der Stadt malte. Seit 1850 lebte er wieder dauernd in Düsseldorf. Hier vollendete er zunächst eine große „Niederländische Landschaft“, die sehr gefiel und dann führte er einen Zyklus von großen Gemälden auf Bestellung des Fürsten Karl Anton von Hohenzollern aus, Ansichten aus dessen Erbländern darstellend, die als Geschenke nach Portugal und Rumänien gingen. Nach dem Tode seines hoffnungsvollen Sohnes Paul Lasinsky (1842–1865), eines begabten Malers, bemächtigte sich seiner eine tiefe Hypochondrie, die ihn dem Leben und der Kunst immer mehr entfremdete und seine letzten Jahre durch qualvolle Leiden trübte. Seiner Ehe mit Antoinette Margaretha T. Sauset entstammen auch die Fotografen Laura Lasinsky und Adolf Lasinsky (1849–1891).

## Werk
Neben Lessing und Schirmer gehörte Lasinsky in Düsseldorf zu den herausragenden Malern im Bereich Landschaft. Schon mit seinen ersten Bildern hatte er Erfolg. Ihre Motive waren meist den wildromantischen Felsgegenden der Eifel entnommen, wo er mit Lessing mehrfach Studien malte. Besonders wurden sein „Schloss Elz an der Mosel in Abendbeleuchtung“, „Der Oberstein an der Nahe“ (1884 und 1836 wiederholt) und „Ein alter Wartthurm am zugefrorenen See bei Mondschein“ (1835) gerühmt. Ganz besonderes Ansehen aber machte sein „Wasserfall bei Pyrmont“ auf der großen Berliner Ausstellung des Jahres 1835. Lasinsky offenbarte in allen seinen Werken eine poetische Auffassung, vielleicht als Erbteil seiner Mutter, die vor allem als Dichterin bekannt wurde (Gedichte von A. M. Lasinsky geb. v. Knapp, Koblenz 1827); er blieb aber stets den Überlieferungen der Rheinromantik treu, die bei seinem Eintritt in die Öffentlichkeit in voller Blüte stand. Manche seiner Gemälde erinnern an die phantastischen Landschaften Lessings aus dessen erster Periode, alle aber zeichnen sich durch die Gabe aus, dem Gegenstand durch eine interessante charakteristische Stimmung erhöhte Wirkung zu geben.

### Drucke nach seinen Werken
Das Werk Lasinskys war überaus populär, so dass es in vielfacher Weise in Drucken mit verschiedenen Techniken verbreitet wurde. So zum Beispiel in den Kupferstichen des Schweizers Rudolf Bodmer und von Christian Meichelt oder in Kunstdruckbüchern, von denen unten einige aufgeführt sind, die von der Heinrich-Heine-Universität Düsseldorf digitalisiert wurden. Umrisszeichnungen Lasinskys von am Rhein gelegenen Orten und Bauwerken fanden in stark verkleinertem Format auch Eingang in die bekannte „Rheinreise von Mainz bis Köln“ von J. A. Klein und dadurch über die auf dieser fußenden „Rheinreise“ von Karl Baedeker, die in mehreren Auflagen mit diesen Illustrationen erschien, eine weite Verbreitung.
Aquatinta von Christian Meichelt

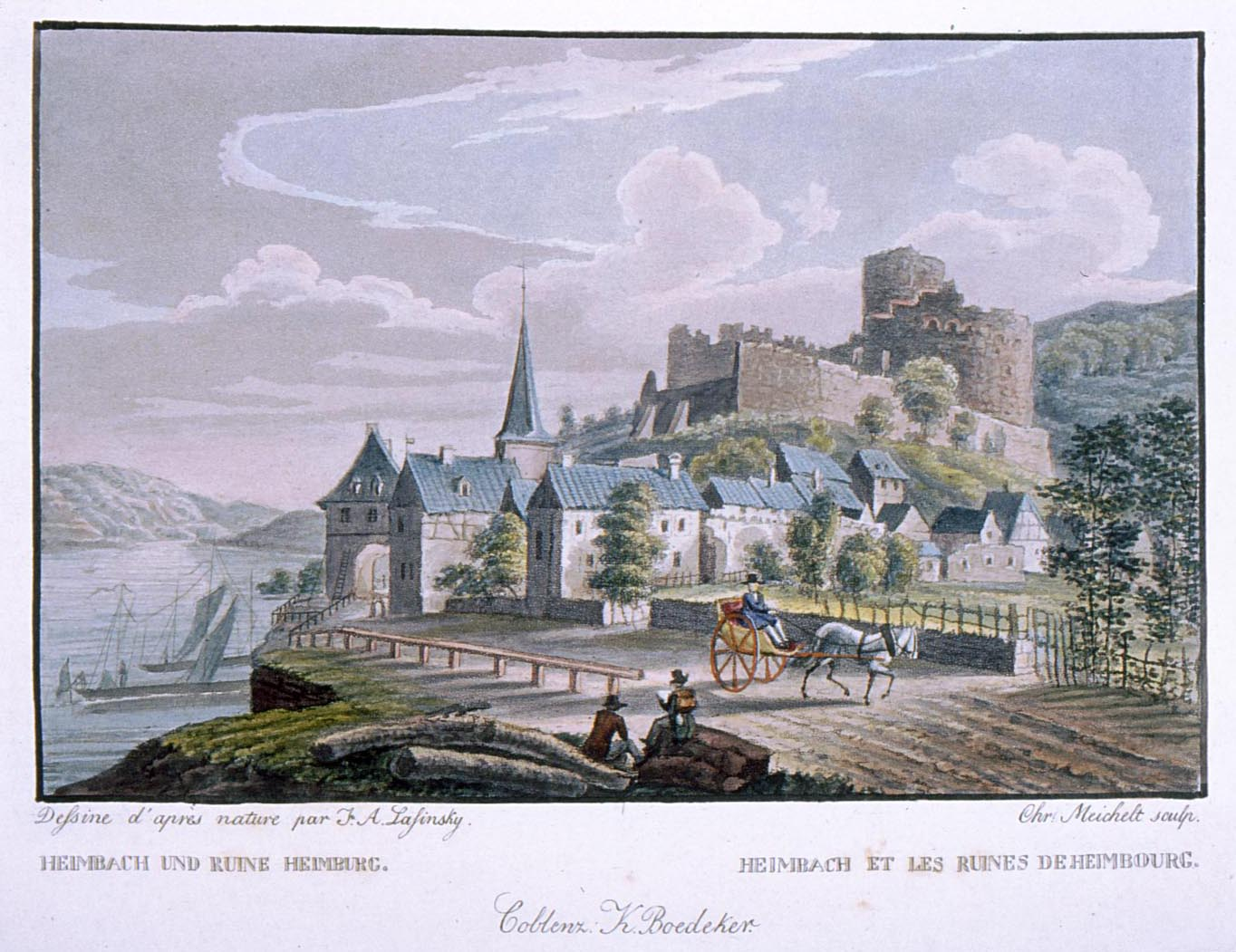
Ruine Heimburg bei Niederheimbach
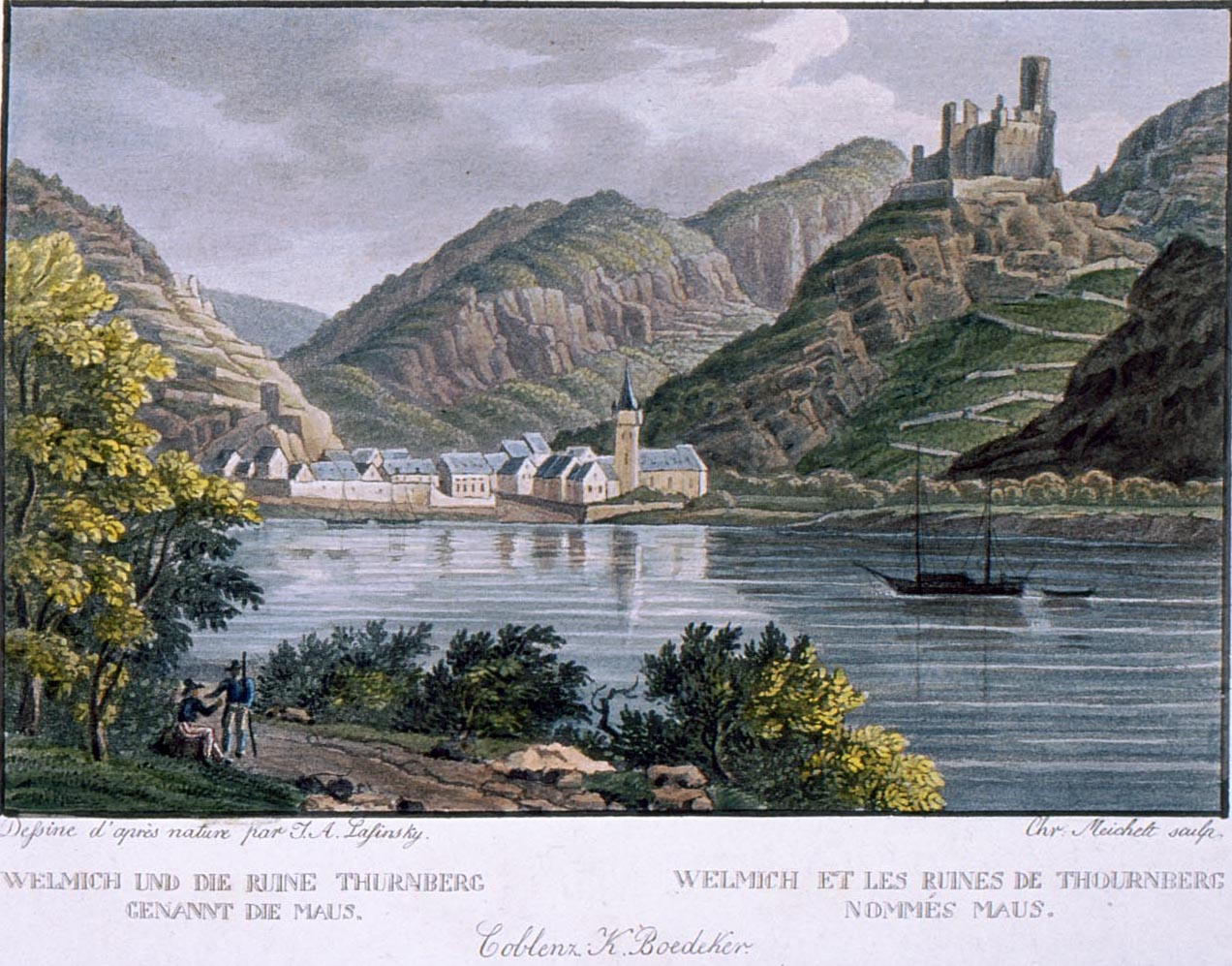
Wellmich mit Burg Maus
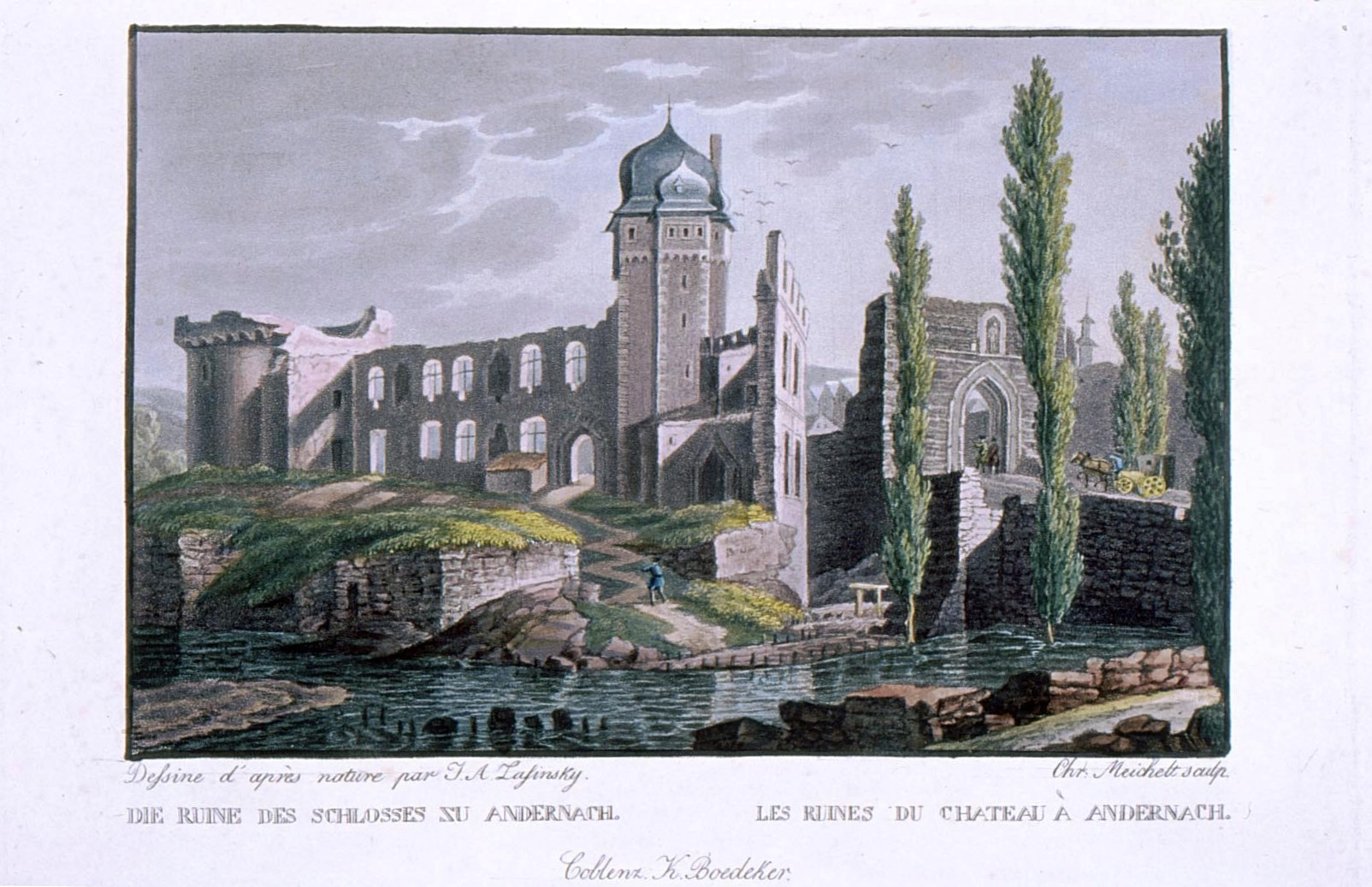
Ruine Schloss Andernach
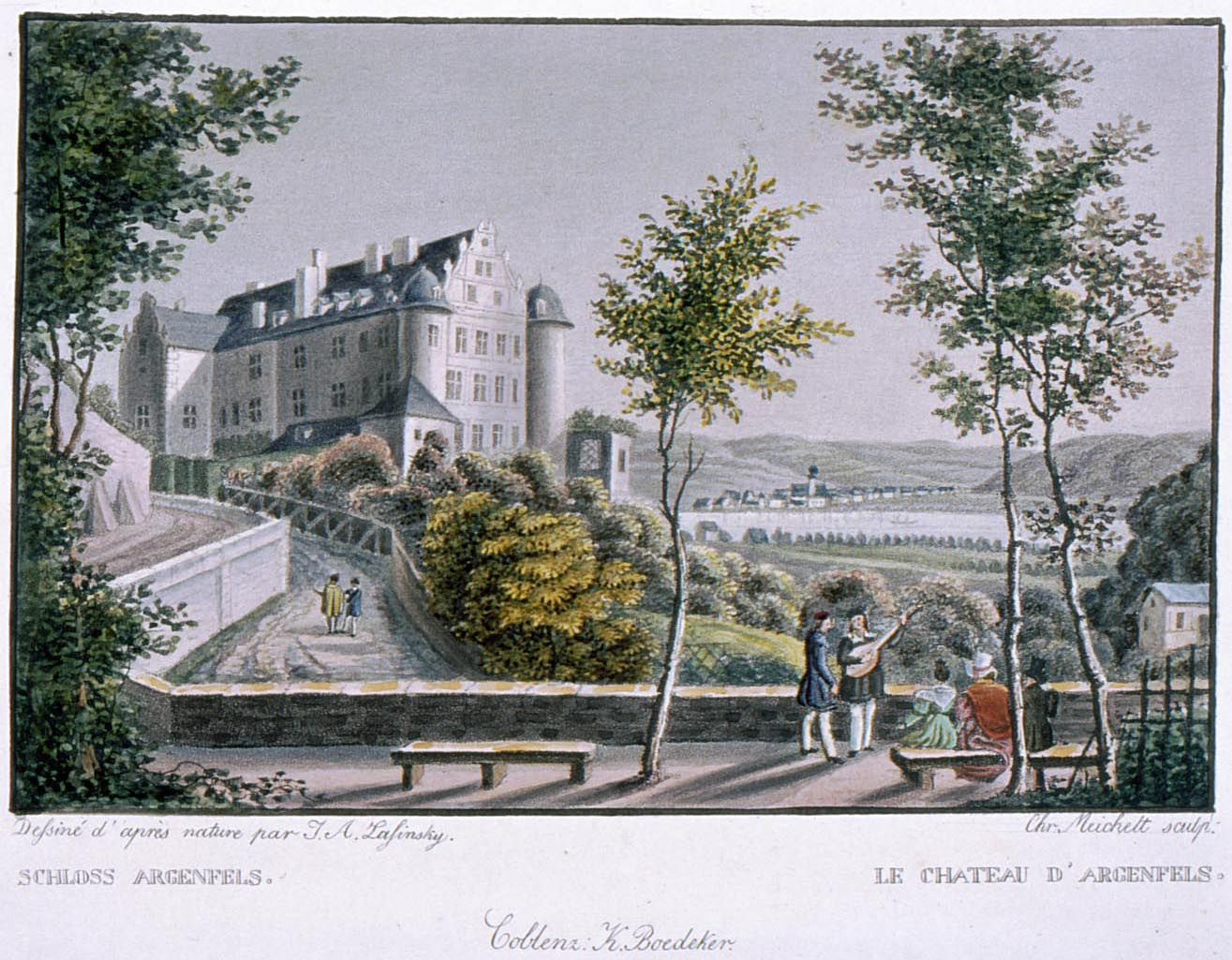
Schloss Ar(g)enfels, Bad Hönningen

### Illustrationen (Auswahl)
- Croquis pittoresques: cinquante-cinq vues du Rhin, depuis Mayence jusqu'à Cologne. Jügel, Francfort s. M 1829. Digitalisierte Ausgabe der Universitäts- und Landesbibliothek Düsseldorf
- Skizzenbuch. Fünf und fünfzig malerische Ansichten des Rheins von Mainz nach Köln nach der Natur gezeichnet. Jügel, Frankfurt am Main 1829. Digitalisierte Ausgabe der Universitäts- und Landesbibliothek Düsseldorf